# Regionalna lub lokalna organizacja turystyczna

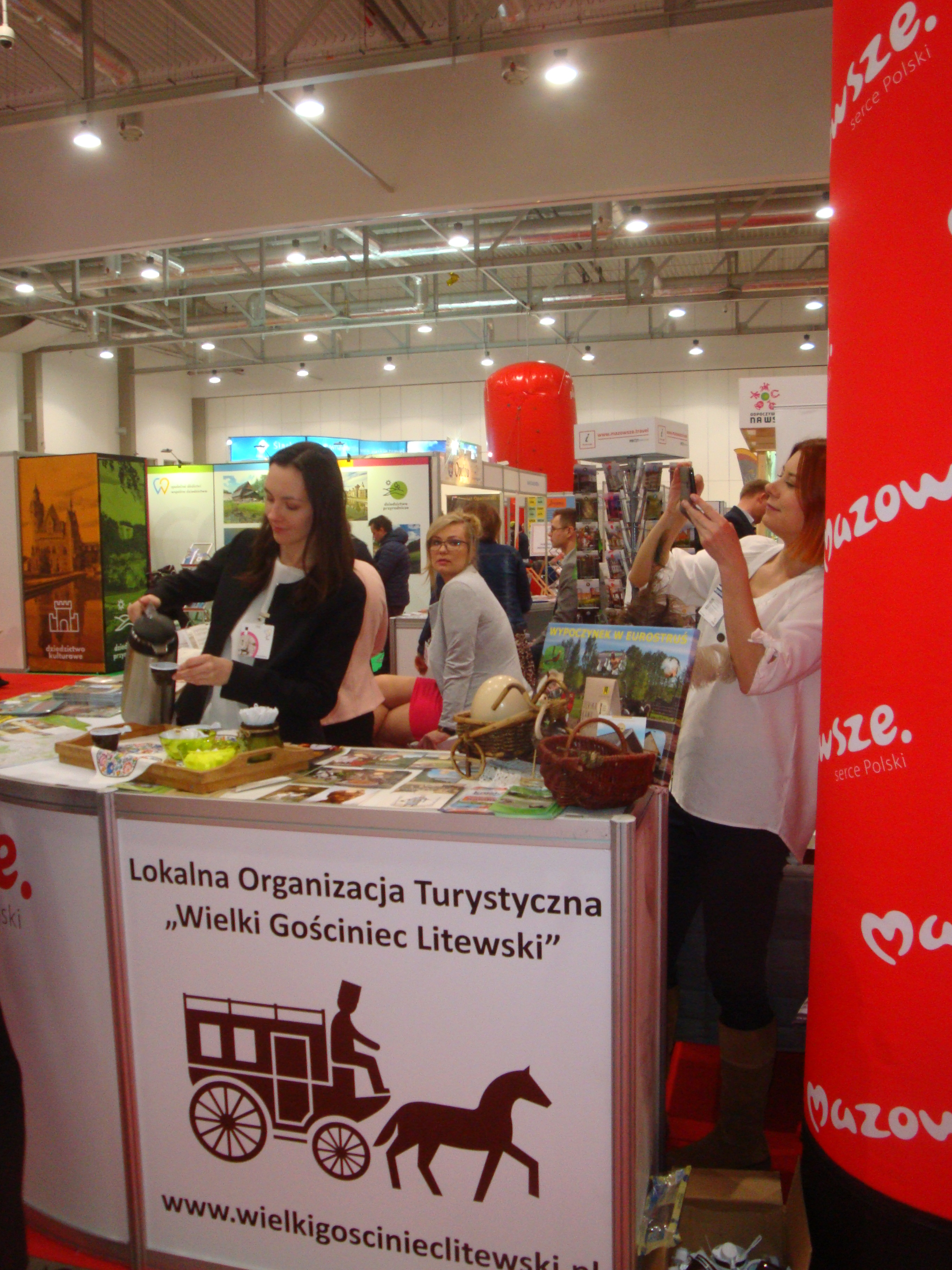
Lokalna organizacja turystyczna Wielki Gościniec Litewski (stoisko targowe w Łodzi)

Regionalna lub lokalna organizacja turystyczna – forma prawna organizacji pozarządowych w Polsce ustanowiona ustawą z dnia 25 czerwca 1999 r. o Polskiej Organizacji Turystycznej (POT) (Dz.U. z 2024 r. poz. 1541).

## Rejestracja
ROT/LOT jest rejestrowana w oparciu o wyżej wspomnianą ustawę oraz w oparciu o ustawę prawo o stowarzyszeniach, zgodnie z art. 4. ustawy o POT:
1. W celu wykonania zadania, o którym mowa w art. 3 ust. 1 pkt 5, mogą być tworzone regionalne i lokalne organizacje turystyczne.
2. Do tworzenia i działania regionalnych i lokalnych organizacji turystycznych stosuje się przepisy ustawy z dnia 7 kwietnia 1989 r. – Prawo o stowarzyszeniach (Dz.U. z 2020 r. poz. 2261), z tym że:.
  1. członkiem tych organizacji mogą być osoby fizyczne i osoby prawne, w szczególności podmioty, o których mowa w art. 3 ust. 2 pkt 1 i 2,
  2. nadzór nad tymi organizacjami sprawuje minister właściwy do spraw turystyki,
  3. organizacje te mogą prowadzić działalność gospodarczą w rozmiarach służących realizacji ich celów i w przedmiocie określonym w ich statutach.
3. Do zadań regionalnych i lokalnych organizacji turystycznych należy:
  1. promocja turystyczna obszaru ich działania,
  2. wspomaganie funkcjonowania i rozwoju informacji turystycznej,
  3. inicjowanie, opiniowanie i wspieranie planów rozwoju i modernizacji infrastruktury turystycznej,
  4. współpraca z Polską Organizacją Turystyczną.
4. Minister właściwy do spraw turystyki może, w drodze rozporządzenia, przekazać nadzór nad regionalnymi organizacjami turystycznymi lub lokalnymi organizacjami turystycznymi właściwym wojewodom.

ROT/LOT jest rejestrowana w Krajowym Rejestrze Sądowym (KRS) jako „inna organizacja”.

## Specyfika
Podstawowa cecha odróżniająca ROT/LOT od innych form polskich organizacji pozarządowych (przede wszystkim stowarzyszenia, związku stowarzyszeń) to struktura członkowska, która dopuszcza uczestnictwo osób fizycznych i prawnych na równych prawach jako członków zwyczajnych (posiadających prawo wybierania i bycia wybieranymi do władz), zachowując przy tym formułę otwartą (w każdej chwili każdy może wstąpić i wystąpić z ROT/LOT z zachowaniem warunków określonych statutem).